# Шехтман, Макс
Макс Шехтман (Шахтман) (англ. Max Shachtman /ˈʃɑːktmən/, 10 сентября 1904, Варшава — 4 ноября 1972) — американский общественно-политический деятель, редактор, троцкист и теоретик марксизма. Развивал идею революционной интеграции (revolutionary integrationism), над которой позже работали Сирил Джеймс, Даниэль Герен и Джеймс Робертсон.

## Биография
Родившись в еврейской семье в Варшаве, эмигрировал с семьей в Нью-Йорк в 1905 году. Очень рано заинтересовавшись марксизмом, в 1922 году он присоединяется к Совету рабочих — коммунистической организации, возглавляемой Дж. Б. Сэлутски и Александром Трахтенбергом, которая позднее вошла в состав КП США.
Под воздействием Мартина Эйберна Шехтман едет в Чикаго с целью организации молодёжного коммунистического движения и редакции печатного органа «Молодой рабочий». После присоединения к Коммунистической партии он стал редактором «Трудового защитника» — печатного органа International Labor Defense. Наряду с Джеймсом Кэнноном и Аберном был в числе диссидентов, ставших троцкистами и исключённых из Компартии в октябре 1928 года. Вместе со своими сторонниками они сформировали группу вокруг газеты The Militant, вскоре сложившуюся в Коммунистическую лигу Америки.
Шехтман стал ответственным за внешние связи группы. Используя свои переводческие и лингвистические навыки Шехтман становится популяризатором идей Троцкого. С 1933 года существовала фракционная борьба между сторонниками Шехтмана и более старшим поколением, объединившимися вокруг Тони Клиффа, тогда ещё ортодоксального троцкиста. Окончательно сторонники Шехтмана порвали с партийным меньшинством в 1940 году, когда после подписания пакта Молотова — Риббентропа и последующего вторжения СССР в Польшу и Финляндию они присоединились к позиции Джеймса Бернхема, утверждавшего что теперь, наблюдая империалистическую политику сталинистской бюрократии в Восточной Европе, невозможно оказывать СССР даже критичную поддержку. Бюрократия стала новым правящим классом — мысль, впервые высказанная Шехтманом чуть позже, но независимо от него Милованом Джиласом и Полом Суизи.
В начале 1940-х Шехтман развивал идею «Третьего Лагеря» (Third Camp), отличного как от сталинизма, так и от западного капитализма. К 1948 году Шехтман считал капитализм и сталинизм равными препятствиями к социализму. Позднее он пришёл к выводу, что советский режим «бюрократического коллективизма» является даже большим препятствием. Эти взгляды тогда же поддерживала вдова Троцкого Наталья Седова.
Однако в дальнейшем Шехтман превратился в социал-демократа и двигался ещё дальше вправо. Его Независимая социалистическая лига в 1958 году влилась в Социалистическую партию Америки, став самой правой фракцией («Фракция единства»). Шехтман ратовал за вхождение в состав Демократической партии США, поддерживал войну во Вьетнаме и противодействовал «новым левым». Ряд его учеников стали неоконсерваторами.